# Channel 21

Logo

Channel 21 (voor 1 januari 2009: RTL Shop) is een Duitse commerciële reclamezender die is gevestigd in Hannover, Duitsland. De zender is een onderdeel van Europa's grootste mediabedrijf, RTL Group en levert programma's aan meer dan 20 Duitstalige tvzenders. RTL Group is een onderdeel van het in Duitsland gevestigde mediabedrijf Bertelsmann. RTL Shop werd gelanceerd op 1 maart 2001. De voornaamste concurrenten zijn HSE 24 en QVC.